# تپه قبادی
تپه قبادی مربوط به هزاره سوم و ۴ قبل از میلاد است و در شهرستان فسا، بخش شیبکوه، دهستان فدشکویه، روستای سنان، کنار تلمبه آقای قبادی واقع شده و این اثر در تاریخ ۲۶ اسفند ۱۳۸۶ با شمارهٔ ثبت ۲۱۸۵۹ به‌عنوان یکی از آثار ملی ایران به ثبت رسیده است .